# Тинку

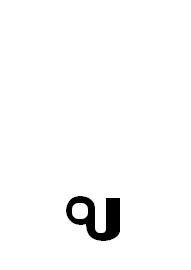
Тайский и лаосский тинку

Тинку, тинкху (тай.ตีนคู้) — подстрочный знак огласовки в тайской, лаосской и кхмерской письменности. В тайской и лаосской обозначает долгий огубленный гласный заднего ряда верхнего подъёма /uː/. 
В кхмерской, для согласных группы «А» обозначает звук передаваемый дифтонгом «оу», а для согласных группы «О», также как и в тайской, обозначает долгий огубленный гласный заднего ряда верхнего подъёма /uː/(рус. «у»).

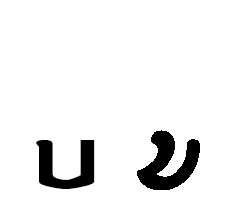
Кхмерские тинку
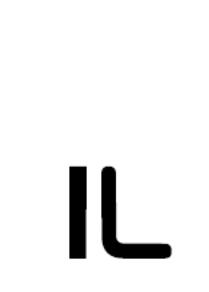
Бирманский хнэчаунгин

## Сравнения
- Бэт хамыс — ቤ